# Chionachne
Chionachne is een geslacht uit de grassenfamilie (Poaceae). De soorten van dit geslacht komen voor in delen van Azië, Australazië en het Pacifisch gebied.

## Soorten
Van het geslacht zijn de volgende soorten bekend: 
- Chionachne barbata
- Chionachne biaurita
- Chionachne cyathopoda
- Chionachne gigantea
- Chionachne hubbardiana
- Chionachne javanica
- Chionachne koenigii
- Chionachne macrophylla
- Chionachne massii
- Chionachne punctata
- Chionachne sclerachne
- Chionachne semiteres
- Chionachne wightii